# Torreperogil
Torreperogil ist eine spanische Gemeinde. Sie befindet sich in der Autonomen Gemeinschaft Andalusien, in der Provinz Jaén. 2024 hatte die Gemeinde 7.113 Einwohner.

## Geografie
Die Gemeinde grenzt an Cazorla, Sabiote und Úbeda.

## Geschichte
Die Stadt wurde von einem Ritter namens Pero Xil gegründet, der im 13. Jahrhundert einen Turm baute. Die Stadt wuchs um diesen Turm herum. Pero Xil war ein Beispiel für den mächtigen christlichen Ritter, der in La Loma de Úbeda lebte. Pero Xil beteiligte sich an der Eroberung von Úbeda unter dem Befehl von Ferdinand III. von Kastilien im Jahr 1231.
Die Familie Xil beherrschte die Stadt bis 1369. Torreperogil wurde 1639 unabhängig von Úbeda. Diese Unabhängigkeit wurde von König Philipp IV. gewährt.